# Júlio Saturnino
Sexto Caio Júlio Saturnino (em latim: Sextus Gaius Julius Saturninus), conhecido como Saturnino ou Júlio Saturnino, foi um usurpador romano contra o imperador Probo.
Ele era um gaulês e era amigo de Probo, por quem foi nomeado governador da Síria em 279. Depois que o imperador partiu da Síria para enfrentar os diversos usurpadores - como Próculo e Bonoso - que apareceram na região do Reno em 280, o povo de Alexandria e os amotinados soldados da região forçaram um relutante Saturnino a aceitar o manto púrpura. Ele fugiu da cidade para escapar da pressão, mas mudou de ideia quando chegou na Palestina e acabou proclamado imperador em 280. Contudo, antes que Probo pudesse responder, Saturnino foi morto por seus próprios soldados.